# برايان كوين
برايان كوين (بالإنجليزية: Brian Quinn)‏ (24 مايو 1960 ببلفاست في المملكة المتحدة - ) هو مدرب كرة قدم ولاعب كرة قدم أمريكي في مركز الوسط. شارك مع منتخب الولايات المتحدة لكرة القدم. أما مع النوادي، فقد لعب مع نادي إيفرتون ومونتريال مانيك ‏ ولوس أنجلوس أزتكس ونادي غوادالاخارا (نادي كرة قدم) ونادي لارن ‏ وهَاميلتون ستيلرز ‏.

## وصلات خارجية
- برايان كوين على موقع الاتحاد الدولي (مؤرشف)  (الإنجليزية)
- برايان كوين على موقع قاعدة بيانات كرة القدم.إي يو (الإنجليزية)
- برايان كوين على موقع ناشيونال فوتبول تيمز (الإنجليزية)